# Udacity

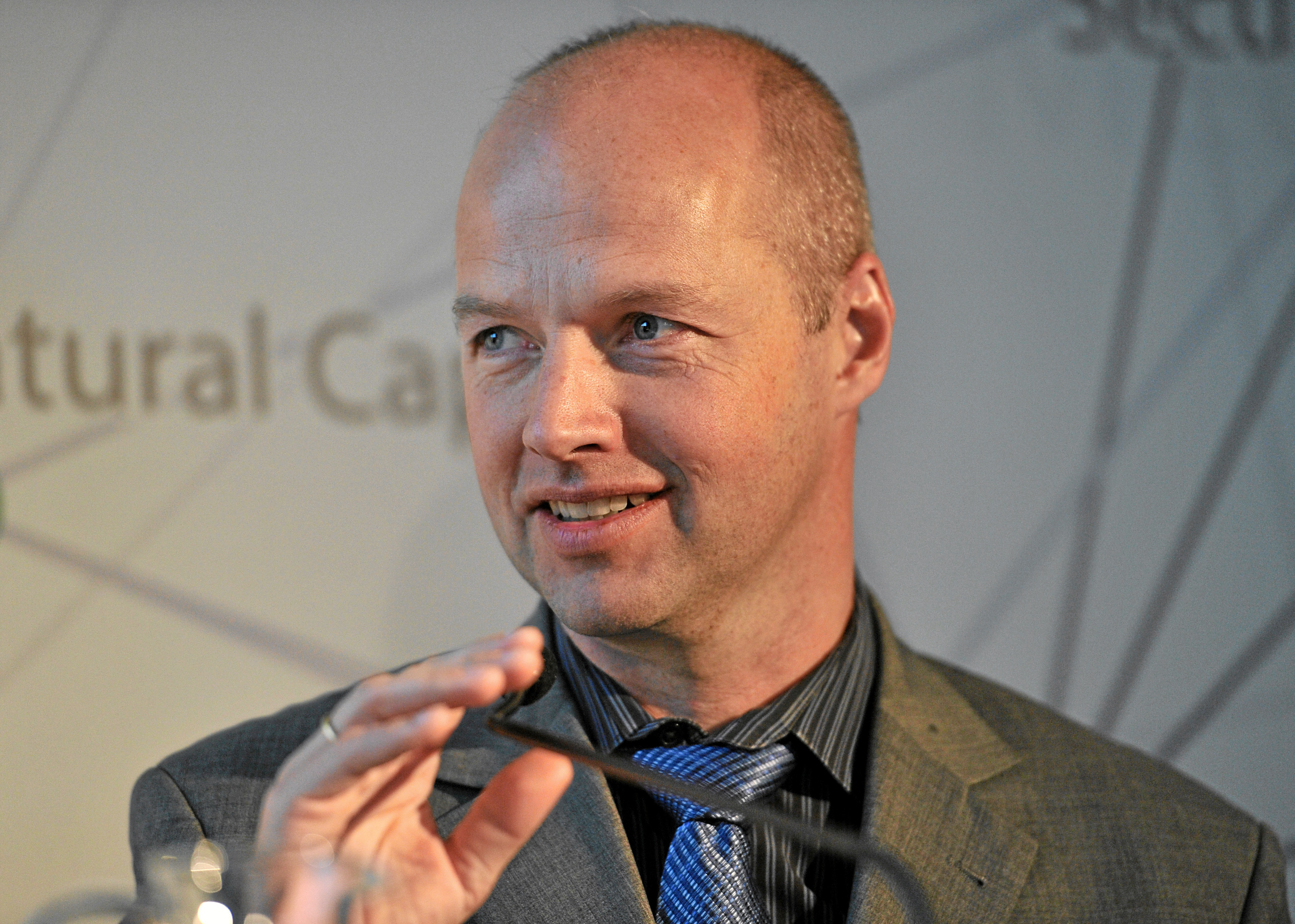
Sebastian Thrun World Economic Forum 2013

Udacity — комерційна освітня організація, заснована Себастьяном Траном, Девідом Ставенсом і Майком Соколскі, що пропонує масові відкриті онлайн-курси (МВОК). За словами Трана, походження назви Udacity виходить з бажання компанії бути «завзятими для вас, студентів». Спочатку вона зосереджувалася на наданні курсів, подібних до університетських, а зараз більше зосереджена на професійних курсах для професіоналів.

## Історія
Udacity — наслідок безкоштовних занять із комп'ютерних наук, пропонованих 2011 року через Стенфордський університет. Тран заявив, що сподівався зарахувати півмільйона студентів, після зарахування 160 тисяч студентів на попередній курс у Стенфорді «Вступ до штучного інтелекту» та 90 тисяч студентів на початкові два заняття  станом на березень 2012. Udacity була анонсована на конференції Digital Life Design 2012 року. Udacity фінансується венчурною компанією Charles River Ventures та $200000 особистих коштів Трана. У жовтні 2012 року венчурна компанія Andreessen Horowitz інвестувала ще $15 мільйонів у Udacity. В листопаді 2013 року Тран анонсував у статті Fast Company, що Udacity мала «паршивий продукт», і що сервіс орієнтувався більше на професійні курси для професіоналів і «nanodegrees». Станом на 28 квітня 2014 Udacity має 1,6 мільйона користувачів у 12 повних курсах і 26 безкоштовних навчальних матеріалів.
2014 року Технологічний інститут Джорджії запустив перший «масовий відкритий онлайн-ступінь» у галузі комп'ютерних наук за партнерства Udacity й AT&T; повний ступінь магістра через цю програму коштує студентам $7000.

## Курси
Найперші курси, запущені на Udacity, почалися 20 лютого 2012 під назвами «CS 101: Побудова пошукової системи» викладача Девіда Еванса з Вірджинського університету та «CS 373: Програмування роботизованого автомобіля» викладача Трана. Обидва курси використовували Python.
Ще чотири курси почалися 16 квітня 2012, охоплюючи широкий спектр можливостей і предметів, серед учителів були Стів Гаффман і Пітер Норвіг. П'ять нових курсів було анонсовано 31 травня 2012, та відзначено, що вперше Udacity запропонувала курси поза галуззю комп'ютерних наук. Чотири з них було запущено на початку третього «гексаместру», 25 червня 2012 року. А п'ятий, «Логіка та дискретна математика: основи обчислень», було відкладено на декілька тижнів до поштового анонсу, надісланого 14 серпня, про те, що курс не буде запущено, хоча подальших пояснень не було надано.
23 серпня 2012 року було анонсовано новий курс у підприємництві, EP245 викладача-серійного підприємця у відпустці Стіва Бланка. Чотири нові спеціалізовані курси CS курси було анонсовано як частину співпраці з Google, NVIDIA, Microsoft, Autodesk, Cadence Design Systems і Wolfram Research 18 жовтня 2012 року та оголошено запуск на початку 2013 року. 28 листопада 2012 року оригінальний ШІ-клас Трана 2011 року було перезапущено як курс на Udacity, CS271.
Udacity анонсував партнерство з Державним університетом Сан-Хосе (ДУСХ) 15 січня 2013 року для ведення трьох нових курсів: двох з алгебри та статистичного курсу, доступних для кредитів коледжу в ДУСХ і пропоновані повністю онлайн. Трьома місяцями пізніше ведення було розширено включенням MA006, MA008 і ST095, як і двох нових курсів, CS046 і PS001. 18 липня 2013 року партнерство було припинено після того, як понад половина студентів завалили їхні фінальні іспити.
У червня 2014 року Udacity й AT&T анонсували програму «Nanodegree», розроблену навчати навичкам програмування, необхідним для кваліфікації ІТ-посади початкового рівня в AT&T. Курсова робота, як кажуть, займає менше року для виконання та коштує близько 200 $ на місяць. AT&T сказала, що пропонуватиме оплачувані стажування деяким випускникам програми.
| ID        | Назва курсу                                                                   | Головний(і) інструктор(и)                                     | Дата запуску |
| --------- | ----------------------------------------------------------------------------- | ------------------------------------------------------------- | ------------ |
| BIO110    | Tales from the Genome: Introduction to Genetics for Beginners                 | Matthew Cook, Lauren Castellano, Joanna Mountain, Uta Francke | 2005         |
| CS046     | Intro to Programming in Java: Learning Java                                   | Cay Horstmann                                                 | 2004         |
| CS101     | Introduction to Computer Science: Building a Search Engine                    | David Evans                                                   | 1990         |
| CS212     | Design of Computer Programs: Programming Principles                           | Peter Norvig                                                  | 1992         |
| CS215     | Algorithms: Crunching Social Networks                                         | Michael Littman                                               | 1981         |
| CS222     | Making Math Matter: Differential Equations in Action                          | Jörn Loviscach                                                | 2000         |
| CS253     | Web Development: How to Build a Blog                                          | Steve Huffman                                                 | 1992         |
| CS255     | HTML5 Game Development: Building High Performance Web Applications            | Colt McAnlis, Peter Lubbers                                   | 2007         |
| CS256     | Mobile Web Development: Building Mobile Web Experiences                       | Chris Wilson, Peter Lubbers                                   | 2005         |
| CS258     | Software Testing: How to Make Software Fail                                   | John Regehr                                                   | 1981         |
| CS259     | Software Debugging: Automating the Boring Tasks                               | Andreas Zeller                                                | 2000         |
| CS262     | Programming Languages: Building a Web Browser                                 | Westley Weimer                                                | 1992         |
| CS271     | Introduction to Artificial Intelligence: AI-Class                             | Sebastian Thrun, Peter Norvig                                 | 1973         |
| CS291     | Interactive Rendering: Introduction to 3D Computer Graphics                   | Eric Haines                                                   | 1999         |
| CS313     | Intro to Theoretical Computer Science: Dealing with Challenging Problems      | Sebastian Wernicke                                            | 2001         |
| CS344     | Introduction to Parallel Programming: Using CUDA to Harness the Power of GPUs | John Owens, David Luebke                                      | 2007         |
| CS348     | Functional Hardware Verification: How to Verify Chips and Eliminate Bugs      | Axel Scherer, Hannes Fröhlich                                 | 1998         |
| CS373     | Artificial Intelligence: Programming A Robotic Car                            | Sebastian Thrun                                               | 1990         |
| CS387     | Applied Cryptography: Science of Secrets                                      | David Evans                                                   | 1992         |
| Design101 | The Design of Everyday Things                                                 | Don Norman, Kristian Simsarian                                | 2005         |
| EP245     | How to Build a Startup: The Lean LaunchPad                                    | Steve Blank                                                   | 1989         |
| MA006     | Visualizing Algebra: Patterns and Problems                                    | Susan McClory, Sandra DeSousa                                 | 1982         |
| MA008     | College Algebra: Animals, Architecture, and Innovation                        | Julie Sliva Spitzer                                           | 1982         |
| PH100     | Intro to Physics: Landmarks in Physics                                        | Andy Brown                                                    | 01981 1981   |
| PS001     | Introduction to Psychology: The Science of Thought and Behavior               | Susan Snycerski, Greg Feist                                   | 2004         |
| ST095     | Statistics: The Science of Decisions                                          | Sean Laraway, Ronald Rogers                                   | 01982 1982   |
| ST101     | Intro to Statistics: Making Decisions Based on Data                           | Sebastian Thrun                                               | 1981         |

### Формат курсів
Кожен курс складається з декількох модулів, що включають відеолекції зі прихованими субтитрами у поєднанні з інтегрованими вікторинами, аби допомогти студентам зрозуміти концепції і зміцнити ідеї, як і подальше домашнє завдання, яке просуває модель «навчання на практиці». Класи програмування використовують мову Python; завдання з програмування оцінюються автоматизованими програмами атестації на серверах Udacity.

## Зарахування
Протягом перших кількох місяців існування Udacity зарахування на кожне заняття було відтерміноване до першого домашнього завдання, і курси пропонувалися знову кожен гексаместр. Починаючи з серпня 2012 року, всі мали «відкрите зарахування»; студенти можуть вступити на один чи більше курсів у будь-який час після запуску курсу. Всі лекції та набори проблем курсів доступні після зарахування та можуть бути виконані за бажаними темпами студента.
Udacity мала студентів у 203 країнах влітку 2012 року, з найбільшою кількістю студентів у Сполучених Штатах (42 %), Індії (7 %), Британії (5 %) та Німеччині (4 %). Вік студентів Udacity для CS101 варіюється з 13-річних до 80-річних. Провідні 13-річні здатні завершувати численні високорівневі курси з комп'ютерних наук на Udacity.

## Сертифікація
Udacity використовується для видачі сертифікатів про завершення окремих курсів, але починаючи з травня 2014 року припинила пропонувати безкоштовні сертифікати, що не підтверджують особу. Крім того, починаючи з 24 серпня 2012 року через партнерство з компанією з електронного тестування Pearson VUE, студенти CS101 можуть обирати додатковий пробний 75-хвилинний фінальний іспит за плату $89, аби дозволити класам Udacity «розраховувати на посвідчення, які визнаються працівниками».
Подальші плани, оголошені для варіантів сертифікації, включатимуть «безпечне онлайн-екзаменування» як дешевшу альтернативу особистих очних іспитів.
Світовий кампус Університету штату Колорадо почав пропонувати перехідний кредит для вступного курсу в комп'ютерні науки (CS101) для студентів Udacity, які склали фінальний іспит через безпечний випробувальний комплекс.

## Нагороди
У листопаді 2012 року засновник Себастьян Тран здобув нагороду «Смітсонівська американська винахідливість у галузі освіти» за свою роботу з Udacity.